# Зекри, Карим
Карим Зекри (араб. كريم ذكري‎; род. 10 мая 1985) — египетский футболист, выступавший на позиции центрального защитника.

## Карьера
Зекри был капитаном команды «Аль-Масри». Зекри сделал своё имя в этой команде, проявив свои лидерские и организационные качества.
Будучи капитаном молодёжной сборной Египта, он отверг предложения «Аль-Ахли» в пользу «Замалека», которому он симпатизировал. Затем он перешёл в «Петроджет», после чего вернулся в «Аль-Масри», где он стал любимцем у местных фанатов.

## Трагедия на стадионе в Порт-Саиде
Во время трагедии на стадионе в Порт-Саиде, унёсшей больше 70 жизней, Зекри был капитаном домашней команды. После резни Зекри заявил, что полиция, армия и бывший режим стали подстрекателями трагедии.

## Личная жизнь
У Карима есть брат-близнец, также футболист, Мухаммед Зекри.

## Достижения

### В составе «Замалека»
- Кубок Египта (2008)